# Двойник (фильм, 1985)
«Двойник» (нем. Der Doppelgänger, в советском кинопрокате — «Двойник приходит на помощь») — восточногерманская кинокомедия 1985 года, режиссёр Вернер Вальрот.

## Сюжет
Йорг Кауфман, сухой и педантичный ведущий инженер на предприятии по выпуску бытовой электротехники, раздражает не только своих коллег, но и молодую жену, Бригитту — их семья балансирует на грани развода. Но мужа интересуют только технологии, он даже обставляет свою квартиру техническими новинками, которыми никто не пользуется. У недоброжелателей Йорга созревает план: его отправляют на ярмарку в Лейпциг, а на время его отсутствия назначают собрание, где будет обсуждаться вопрос о новом руководителе отдела, где тот работает.
Тем временем фотограф Бенно, у которого работает манекенщицей Бригитта, случайно обнаруживает, что в городе живёт двойник Кауфмана — разбитной ловелас, джазист-пианист Райнхард Энгель, который работает в ночном клубе Neidklapp (игра слов: звучит как англ. night club, но в переводе с немецкого означает «завидное стечение обстоятельств»). У Бенно созревает идея, как спасти брак Йорга — и уговаривает Энгеля вжиться в его роль, как на предприятии, так и в супружеской жизни, всего на несколько дней, пока Йорг находится в командировке.
Бенно приводит Энгеля в дом Йорга, чтобы тот изучил обстановку и привык к ней. Там он знакомится со «своим» сыном Рикки. Неожиданно домой приходит Бригитта, которую в магазине уговорили купить пианино, хотя её интересовали только стоящие на нём подсвечники — и вот четыре грузчика вносят инструмент. Энгель моментально вживается в роль её мужа, и Бригитта не замечает подмены. Внезапно домой возвращается сам Йорг, чтобы подготовиться к командировке, а Бенно и Энгелю с трудом удаётся улизнуть незамеченными. Затем Бригитта отвозит мужа на вокзал.
Вернувшись домой, Бригитта услышала, как кто-то играет на пианино в соседней комнате, и увидела, что это её «муж». Она удивляется, поскольку совсем недавно посадила его на поезд, а кроме того, вовсе не замечала за ним раньше умения играть на пианино. Однако по-настоящему её беспокоит одно: что муж опять начнёт донимать её придирками. Но муж предлагает «отметить предстоящее расставание», и они проводят приятный вечер. За завтраком «Йорг» тоже ведёт себя иначе, чем обычно, что продолжается и на следующий день. Бриджит настолько взволнована, что признается жене Бенно, что у неё роман с собственным мужем.
На следующее утро Энгель не успевает вовремя улизнуть, когда его «жена» высаживает его перед рабочим местом, и ему приходится идти на работу Йорга и играть его роль. Но и здесь сослуживцы не распознают подмены, а лишь удивлены тем, насколько приятным он вдруг оказывается в общении. В результате его повышают в должности. Вечером ему надо идти играть на пианино в клуб, но его случайно перехватывает Бригитта. Он пытается убедить Бригитту, что он не тот, кем она его считает, но та не хочет верить.
Вернувшись из командировки, Йорг потрясён переменами — и своим назначением на вышестоящую должность, и совершенно новым отношением к нему коллег — недопустимо панибратским, с его точки зрения — и не меньше удивлён нежными чувствами со стороны супруги. Он подозревает неладное, своим дотошным умом довольно быстро доходит до причины, вынуждает Бенно признаться, находит виновника и мстит — звонит от имени Энгеля в ночной клуб и в грубых выражениях заявляет об увольнении.
Однако оказывается, что раскрытие тайны идёт на пользу всем — и ему самому, и пианисту, чья карьера явно застоялась в баре, и Бригитте, и её подруге.
В последних кадрах Йорг появляется уже с бородой, которую отрастил, чтобы его больше не спутали с потенциальным конкурентом. Он с Бригиттой идёт на фоне концертной афиши, где изображён Энгель, который тоже отрастил бороду.
Похоже, единственным, кто с самого начала подозревал о подмене, оказался сын Йорга Рикки.

## Актёры
- Клаус-Дитер Клебш — инженер Йорг Кауфман / пианист Райнхард Энгель
- Астрид Хёшель — Бригитта Кауфман
- Петер Зодан — фотограф Бенно
- Ульрика Кунце — Сабина, подруга Энгеля
- Карин Уговски — Нора, жена Бенно